# 지윤석
지윤석(1974년 4월 3일 ~)은 해태 타이거즈의 전 야구 선수다. 광주동성고등학교를 졸업했다.

## 같이 보기
- 1994년 해태 타이거즈 시즌